# 関清英

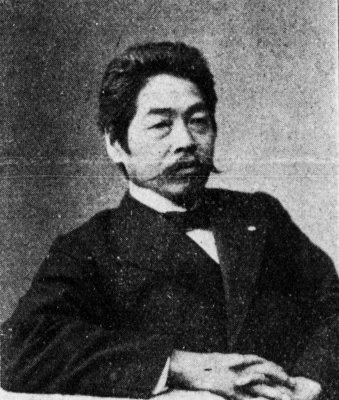
関清英

関 清英（せき きよひで、嘉永4年5月7日（1851年6月6日） - 1927年（昭和2年）1月22日）は、日本の検察官 ・内務官僚、政治家。官選県知事、警視総監、衆議院議員、貴族院議員。正四位勲二等。

## 経歴
佐賀藩士・関迂翁の三男として生まれる。藩校・弘道館で学ぶ。さらに長崎、横浜で英語を学び、その他、法律を勉学した。 
1876年、司法省十二等出仕となる。さらに、検事補から検事となり、鹿児島・仙台・名古屋などの各地方裁判所検事正を歴任した。
1898年12月、佐賀県知事に就任。以後、群馬県知事、長野県知事を歴任。長野県知事在職中の1902年8月、第7回衆議院議員総選挙に佐賀県郡部区から出馬し当選、一期在任した。1905年9月、警視総監に就任。1906年1月に退任し、同年1月7日、貴族院勅選議員に任じられ、茶話会に属し死去するまで在任した。
その他、中央製糖株式会社社長、明治製糖株式会社監査役などを務めた。墓所は雑司が谷霊園1-東-6-5。

## 栄典
位階
- 1906年（明治39年）1月31日 - 正四位[3]
- 1927年（昭和2年）1月22日 - 従三位[4]

勲章
- 1906年（明治39年）4月1日 - 勲二等旭日重光章[5]

## 親族
- 兄 関新平（愛媛県知事）